# Юдельсон, Владимир Иосифович
Владимир Иосифович Юдельсон (род. 1 января 1949, Кемерово) — художественный руководитель Музыкального театра Кузбасса им. А. Боброва с 2022 года, в 1991 — 2022 годах являлся директором театра, заслуженный работник культуры Российской Федерации (1999). Внесен в Президентскую энциклопедию «Лучшие люди России» (2005 г.).

## Биография
В 1972 году окончил факультет иностранных языков (английское отделение) Томского государственного педагогического института.
В 1970—1976 гг. на комсомольской работе.
В 1976—1981 гг. — заместитель директора Театра драмы им. Луначарского.
С 1983 года на партийной работе.
С 1988 года заместитель начальника управления культуры Кемеровского облиспокома.

### Директор театра
С 1991 года директор и художественный руководитель Театра оперетты (с 1996 года — Музыкального театра Кузбасса им. А. Боброва).
В 1990-х годах театр вёл борьбу за выживание — так в 1993 году в середине сезона останавливался на 3-4 месяца. В 1994 году у театра отмечалась главная проблема — обновление труппы театра. Театр вынужден искать новые формы финансирования — так в театре было открыто казино.
Несмотря на сложные финансовые условия в 1996 году театр сменил статус, и в 1999 году театр впервые в своем развитии (за 55 сезонов) дал оперу — режиссёром Вадимом Дубровицким была поставлена «Колокольчик» Гаэтано Доницетти.
В 2007—2012 годах здание театра было отреставрировано — работы пришлись на кризис 2008—2009 года и заняли пять лет, стоимость составила почти 700 миллионов рублей (техническое оснащение — 370 миллионов, сами строительные работы — 320 миллионов). Труппа во время реконструкции здания гастролировала по городам области.
На 2012 год в актерской труппе театра было 25 артистов, почти 20 человек в хоре, 40 — в оркестре, 20 человек в балете. Всего вместе с рабочими сцены, костюмерами — то есть техническим персоналом, губернаторским хором «Утро» — всего 433 человек.
В. И. Юдельсон стал инициатором первого совместного проекта театра и зарубежной постановочной группой (Германия) по осуществлению постановки оперы П. Чайковского «Пиковая дама», которую увидели не только зрители Кемеровской области, но и театральная публика Нюрнберга.
Сколько бы мы и чего ни реформировали, самое страшное в том, что региональные театры будут зависеть от региональных лидеров. Как они будут относиться к театрам, так театры и будут жить.
Кемерово — город в 500 тысяч населения, и примерно с третьего спектакля начинаются проблемы со зрителем, независимо от того, хороший спектакль, плохой или замечательный. Раньше считалось, что семь процентов — это публика, которая приходит на кассу. Семь процентов для Кемерово — это 35 тысяч. У нас 800 мест, значит, порядка сорока аншлагов нам обеспечено без уполномоченных. Якобы. На самом деле ничего такого нет.

### Политическая позиция
В марте 2014 года поддержал аннексию Крыма, подписал письмо президенту России Владимиру Путину в поддержку аннексии.

## Награды
- Заслуженный работник культуры РФ (1999 г.)
- Почетный работник культуры Кузбасса (2008 г.)
- Лауреат премии Кузбасса (2004 г.)
- Медаль «За особый вклад в развитие Кузбасса» III степени (2004 г.)
- Знак «50 лет городу Междуреченску» (2005 г.)
- Почётный гражданин Кемеровской области (2013)